# Olearia rhizomatica
Olearia rhizomatica là một loài thực vật có hoa trong họ Cúc. Loài này được Lander mô tả khoa học đầu tiên.